# Saint-Exupéry-les-Roches
Pour les articles homonymes, voir Saint-Exupéry (homonymie).
Saint-Exupéry-les-Roches (Sent-Spière [ʃɛ̃ ˡʃpjɜrә] en occitan) est une commune française située dans le département de la Corrèze, en région Nouvelle-Aquitaine.
Ses habitants sont les Saint-Spiérois(es).

## Géographie

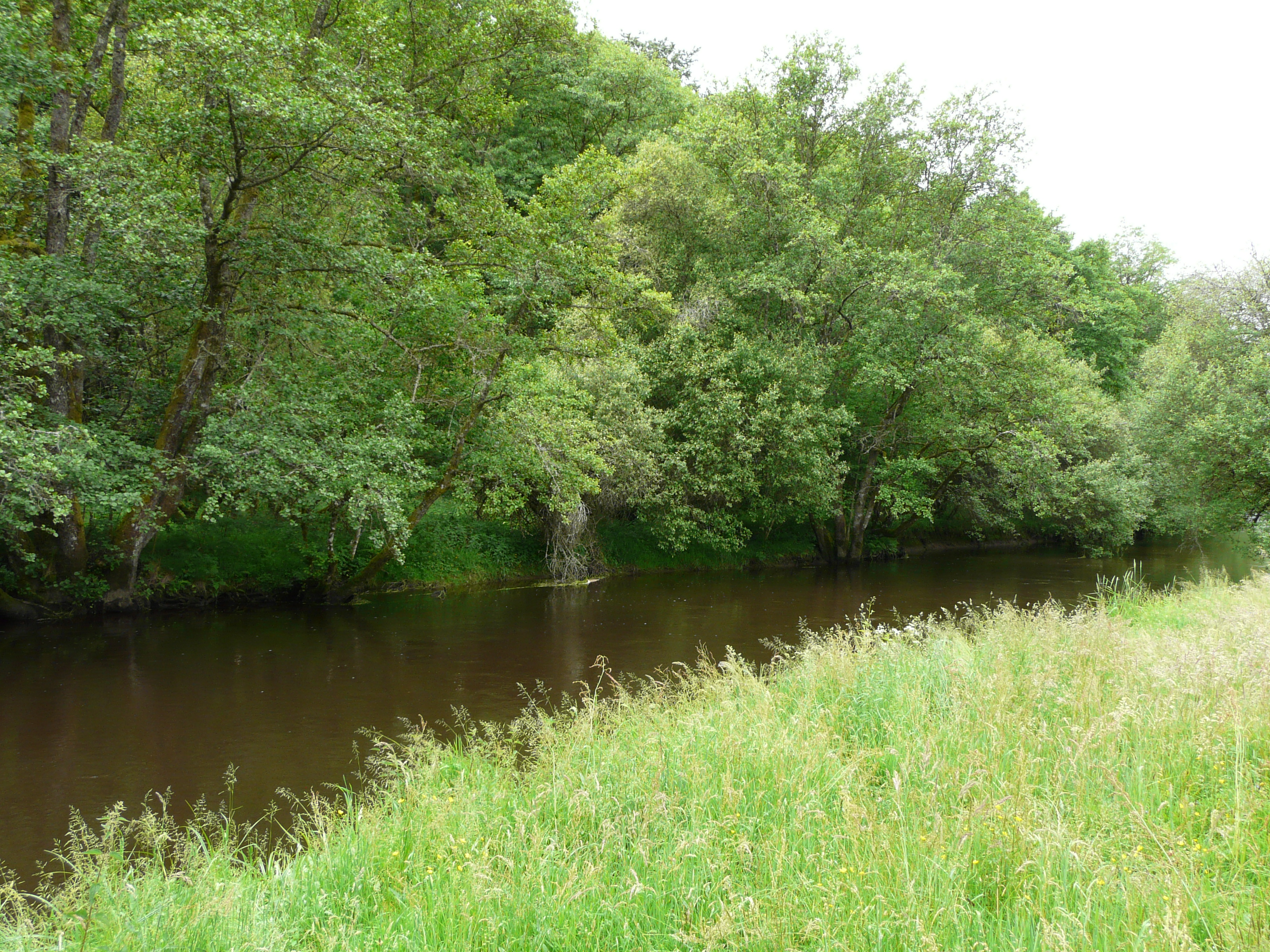
La Diège entre Saint-Exupéry-les-Roches (au premier plan) et Mestes (en rive opposée).

Incluse dans l'aire urbaine d'Ussel, la commune de Saint-Exupéry-les-Roches se situe dans le Massif central, au nord-est du département de la Corrèze. Elle est bordée à l'ouest par la Diège qui la sépare de Mestes, et arrosée par son affluent la Gane (également appelée la Dozanne ou le ruisseau d'Ozange).
L'altitude minimale, 545 mètres, se trouve au sud-ouest, au niveau du lac de retenue du barrage des Chaumettes, là où la Diège quitte la commune pour servir de limite entre celles de Chirac-Bellevue et Saint-Victour. L'altitude maximale avec 760 ou 764 mètres, est localisée à l'extrême nord-est, au lieu-dit la Champ, à l'ouest de l'aérodrome d'Ussel - Thalamy.
À quelques kilomètres des échangeurs nos 23 « Ussel-Ouest » et 24 « Ussel-Est » de l'autoroute A89, le territoire communal est desservi par les routes départementales (RD) 45, 49E3, 63, 105 et 138.
Sur un vaste plateau que dominent de leurs 747 mètres « les Roches », rochers quartzeux remarquables, le bourg de Saint-Exupéry-les-Roches, au croisement des RD 49E3, 63 et 138, se situe, en distances orthodromiques, six kilomètres au sud-est d'Ussel. Le méridien de Paris traverse l'ouest de la commune, passant notamment au hameau de Villardeix.

### Communes limitrophes
Saint-Exupéry-les-Roches est limitrophe de huit autres communes, dont Chirac-Bellevue au sud-ouest sur environ 230 mètres.
Les communes limitrophes sont  Chirac-Bellevue, Mestes, Saint-Bonnet-près-Bort, Saint-Fréjoux, Saint-Victour, Saint-Étienne-aux-Clos, Ussel et Veyrières.
| Ussel           | Saint-Fréjoux            | Saint-Étienne-aux-Clos |
| Mestes          | Saint-Exupéry-les-Roches | Saint-Bonnet-près-Bort |
| Chirac-Bellevue | Saint-Victour            | Veyrières              |

### Climat
Pour des articles plus généraux, voir Climat de la Nouvelle-Aquitaine et Climat de la Corrèze.
Historiquement, la commune est exposée à un climat montagnard.
En 2020, Météo-France publie une typologie des climats de la France métropolitaine dans laquelle la commune est exposée à un climat de montagne et est dans la région climatique  Ouest et nord-ouest du Massif Central, caractérisée par une pluviométrie annuelle de 900 à 1 500 mm, maximale en automne et en hiver.
Pour la période 1971-2000, la température annuelle moyenne est de 9,1 °C, avec  une amplitude thermique annuelle de 15 °C. Le cumul annuel moyen de précipitations est de 1 080 mm, avec 13 jours de précipitations en janvier et 7,9 jours en juillet. Pour la période 1991-2020, la température moyenne annuelle observée sur la station météorologique la plus proche, située sur la commune d'Ussel à 6 km à vol d'oiseau, est de 9,9 °C et le cumul annuel moyen de précipitations est de 1 156,1 mm,. Pour l'avenir, les paramètres climatiques de la commune estimés pour 2050 selon différents scénarios d’émission de gaz à effet de serre sont consultables sur un site dédié publié par Météo-France en novembre 2022.

## Urbanisme

### Typologie
Au 1er janvier 2024, Saint-Exupéry-les-Roches est catégorisée commune rurale à habitat dispersé, selon la nouvelle grille communale de densité à 7 niveaux définie par l'Insee en 2022.
Elle est située hors unité urbaine. Par ailleurs la commune fait partie de l'aire d'attraction d'Ussel, dont elle est une commune de la couronne,. Cette aire, qui regroupe 38 communes, est catégorisée dans les aires de moins de 50 000 habitants,.

### Occupation des sols
L'occupation des sols de la commune, telle qu'elle ressort de la base de données européenne d’occupation biophysique des sols Corine Land Cover (CLC), est marquée par l'importance des territoires agricoles (52 % en 2018), en augmentation par rapport à 1990 (48,6 %). La répartition détaillée en 2018 est la suivante : 
forêts (44,4 %), prairies (36 %), zones agricoles hétérogènes (16,1 %), zones urbanisées (1,3 %), zones industrielles ou commerciales et réseaux de communication (1,3 %), milieux à végétation arbustive et/ou herbacée (0,7 %), eaux continentales (0,2 %).
L'évolution de l’occupation des sols de la commune et de ses infrastructures peut être observée sur les différentes représentations cartographiques du territoire : la carte de Cassini (XVIIIe siècle), la carte d'état-major (1820-1866) et les cartes ou photos aériennes de l'IGN pour la période actuelle (1950 à aujourd'hui).

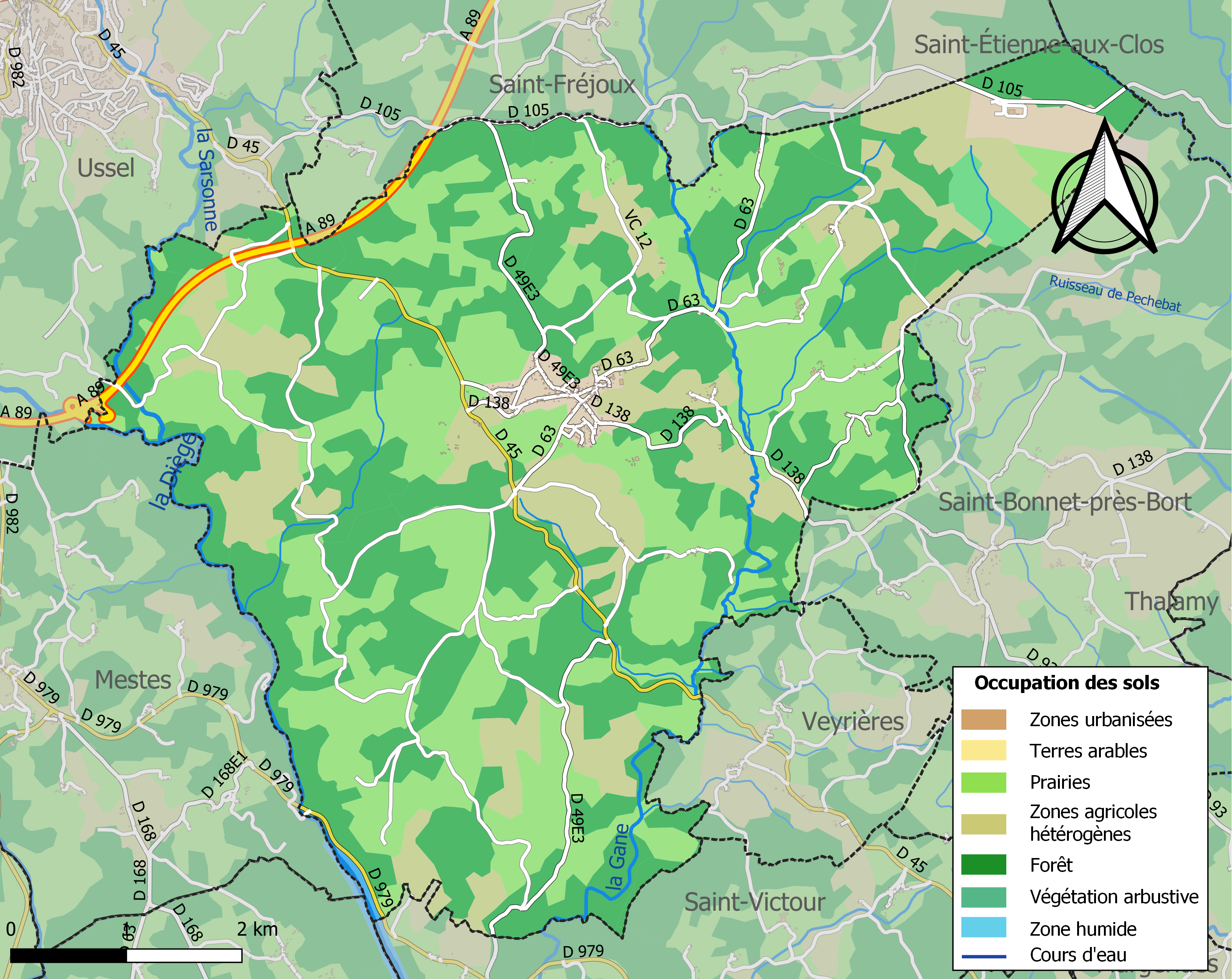
Carte des infrastructures et de l'occupation des sols de la commune en 2018 (CLC).

### Risques majeurs
Le territoire de la commune de Saint-Exupéry-les-Roches est vulnérable à différents aléas naturels : météorologiques (tempête, orage, neige, grand froid, canicule ou sécheresse), inondations, feux de forêts et séisme (sismicité très faible). Il est également exposé à un risque technologique, le transport de matières dangereuses, et à un risque particulier : le risque de radon. Un site publié par le BRGM permet d'évaluer simplement et rapidement les risques d'un bien localisé soit par son adresse soit par le numéro de sa parcelle.

#### Risques naturels
Certaines parties du territoire communal sont susceptibles d’être affectées par le risque d’inondation par débordement de cours d'eau, notamment la Diège, la Sarsonne et la Gane,.

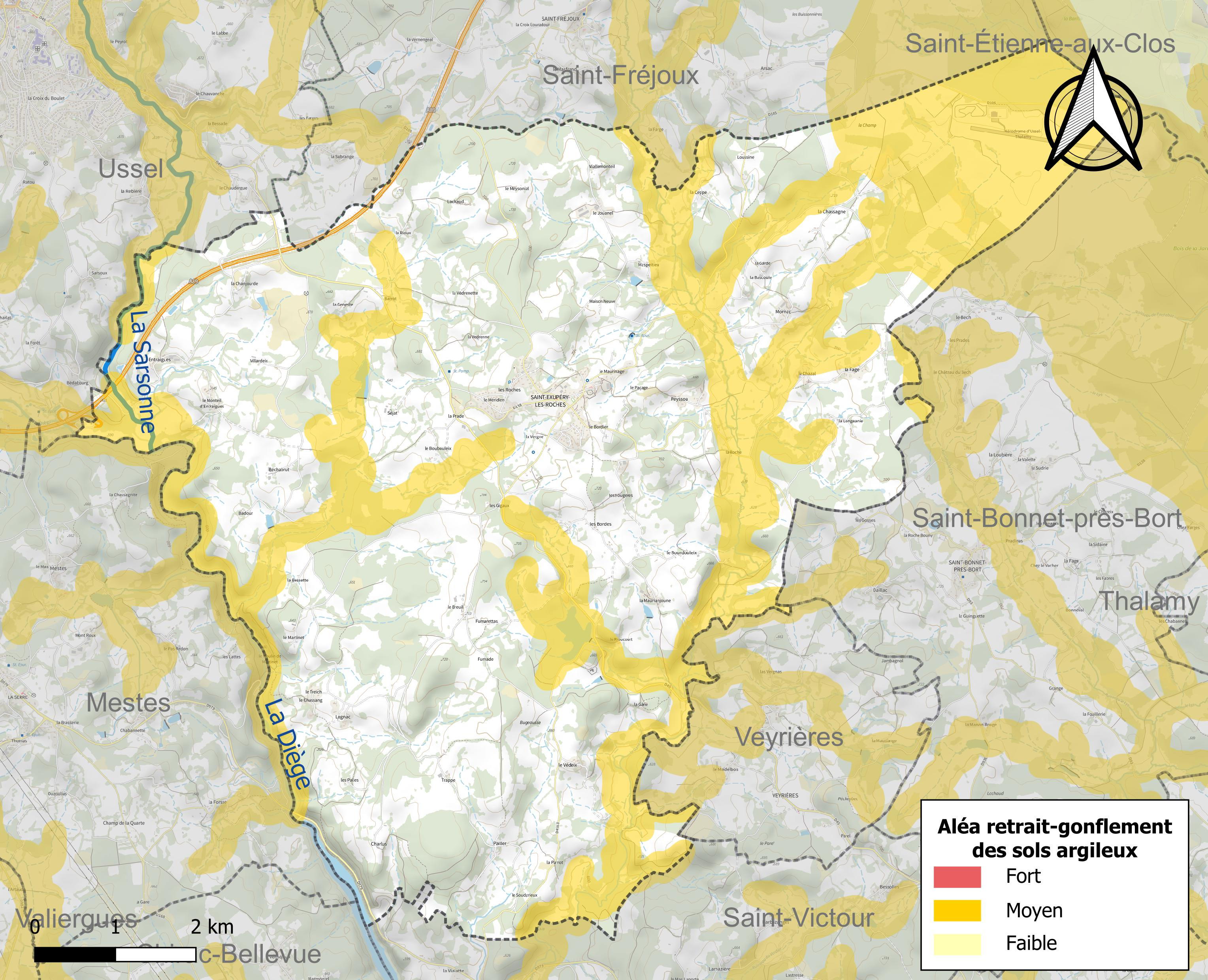
Carte des zones d'aléa retrait-gonflement des sols argileux de Saint-Exupéry-les-Roches.

Le retrait-gonflement des sols argileux est susceptible d'engendrer des dommages importants aux bâtiments en cas d’alternance de périodes de sécheresse et de pluie. 31,2 % de la superficie communale est en aléa moyen ou fort (26,8 % au niveau départemental et 48,5 % au niveau national). Sur les 370 bâtiments dénombrés sur la commune en 2019, 22 sont en aléa moyen ou fort, soit 6 %, à comparer aux 36 % au niveau départemental et 54 % au niveau national. Une cartographie de l'exposition du territoire national au retrait gonflement des sols argileux est disponible sur le site du BRGM,.
Concernant les feux de forêt, aucun plan de prévention des risques incendie de forêt (PPRIF) n’a été établi en Corrèze, néanmoins le code de l’urbanisme impose la prise en compte des risques dans les documents d’urbanisme. Le périmètre des servitudes d'utilité publique et des zones d'obligation légale de débroussaillement pour les particuliers est quant à lui défini pour la commune dans une carte dédiée.

#### Risques technologiques
Le risque de transport de matières dangereuses sur la commune est lié à sa traversée par une route à fort trafic et une canalisation de transport d'hydrocarbures. Un accident se produisant sur de telles infrastructures est susceptible d’avoir des effets graves sur les biens, les personnes ou l'environnement, selon la nature du matériau transporté. Des dispositions d’urbanisme peuvent être préconisées en conséquence.

#### Risque particulier
Dans plusieurs parties du territoire national, le radon, accumulé dans certains logements ou autres locaux, peut constituer une source significative d’exposition de la population aux rayonnements ionisants. Certaines communes du département sont concernées par le risque radon à un niveau plus ou moins élevé. Selon la classification de 2018, la commune de Saint-Exupéry-les-Roches est classée en zone 3, à savoir zone à potentiel radon significatif.

## Histoire
L'origine du nom de la commune vient de saint Exupère, compagnon de saint Maurice, tous deux légionnaires thébains, mis à mort, sous le règne de Maximien, par Dioclétien.

## Politique et administration
| Période                                    | Période   | Identité                                  | Étiquette | Qualité |
| ------------------------------------------ | --------- | ----------------------------------------- | --------- | --- |
| Les données manquantes sont à compléter.   |           |                                           |           | |
|                                            |           |                                           |           | |
|                                            |           | Joseph de Selve de Sarran (d) (1836-1910) |           | banquier, receveur des impôts, marquis, chevalier de la Légion d'honneur conseiller général du canton d'Ussel (1888-1889) |
|                                            |           |                                           |           | |
| avant 1995                                 | ?         | Eugène Escurier                           |           | |
| mars 2001                                  | mars 2008 | Georges Touquet                           |           | |
| mars 2008 (réélu en mars 2014 et mai 2020) | En cours  | Jean-Pierre Bodeveix (d)                  | DVD       | agriculteur |

## Démographie
L'évolution du nombre d'habitants est connue à travers les recensements de la population effectués dans la commune depuis 1793. Pour les communes de moins de 10 000 habitants, une enquête de recensement portant sur toute la population est réalisée tous les cinq ans, les populations de référence des années intermédiaires étant quant à elles estimées par interpolation ou extrapolation. Pour la commune, le premier recensement exhaustif entrant dans le cadre du nouveau dispositif a été réalisé en 2007.

En 2022, la commune comptait 592 habitants, en évolution de +0,34 % par rapport à 2016 (Corrèze : −0,59 %, France hors Mayotte : +2,11 %).
| 1793  | 1800  | 1806  | 1821  | 1831  | 1836  | 1841  | 1846  | 1851  |
| ----- | ----- | ----- | ----- | ----- | ----- | ----- | ----- | ----- |
| 1 225 | 1 302 | 1 340 | 1 375 | 1 425 | 1 560 | 1 505 | 1 564 | 1 617 |

| 1856  | 1861  | 1866  | 1872  | 1876  | 1881  | 1886  | 1891  | 1896  |
| ----- | ----- | ----- | ----- | ----- | ----- | ----- | ----- | ----- |
| 1 425 | 1 384 | 1 353 | 1 507 | 1 504 | 1 292 | 1 274 | 1 208 | 1 107 |

| 1901  | 1906  | 1911  | 1921 | 1926 | 1931 | 1936 | 1946 | 1954 |
| ----- | ----- | ----- | ---- | ---- | ---- | ---- | ---- | ---- |
| 1 041 | 1 078 | 1 048 | 904  | 943  | 914  | 886  | 811  | 672  |

| 1962 | 1968 | 1975 | 1982 | 1990 | 1999 | 2006 | 2007 | 2012 |
| ---- | ---- | ---- | ---- | ---- | ---- | ---- | ---- | ---- |
| 676  | 564  | 509  | 474  | 515  | 529  | 525  | 526  | 575  |

| 2017 | 2022 | - | - | - | - | - | - | - |
| ---- | ---- | - | - | - | - | - | - | - |
| 596  | 592  | - | - | - | - | - | - | - |

## Économie
La plus grande saboterie de France créée en 1873 et disparue vers 1960 était installée à Saint-Exupéry-les-Roches.
L'aérodrome d'Ussel - Thalamy, géré par la Chambre de commerce et d'industrie de Tulle et Ussel, porte le nom de la commune de Thalamy mais ne s'y trouve pas. Il se situe au nord-ouest du bourg de Thalamy à cheval sur les communes de Saint-Exupéry-les-Roches et de Saint-Bonnet-près-Bort.

## Culture locale et patrimoine

### Lieux et monuments
- Église Saint-Exupère-et-Saint-Maurice, en partie romane XIe – XIIe siècle, remaniée au XIVe siècle présente un chœur gothique avec des parois peintes au XVIIIe siècle. Dans le mobilier de l’église, se trouve une hampe de croix processionnelle en bois recouvert de cuivre argenté (classée monument historique[29]), une mesure à grains armoriée du XVIe siècle, provenant du château de Charlus-le-Pailhoux (ou -le-Pailloux), transformée en bénitier (également classée monument historique en 1973[30]).
- Croix de carrefour (XVe siècle) près de l’ancien presbytère.
- Fontaine Saint-Maurice au bord de la D 63, à la sortie du village.
- Promenades sur les bords de la Gane (la Dozanne ou le ruisseau d'Ozange).
- Château de la Gane XVe et XVIIIe siècles (inscrit aux monuments historiques[31]).
- Ruines féodales, surplombant les gorges de la Diège, des châteaux de :
  - Charlus-le-Pailhoux (ou -le-Pailloux, château supérieur, qui fut à la maison d'Ussel comme co-seigneurs, vassaux des Ventadour ; la seigneurie unique originelle était aux Ventadour, co-seigneurs d'Ussel[32]) ;
  - et de Charlus-Chabanne (château inférieur, issu de la co-seigneurie de Charlus-le-Pailloux, les Chabannes étant ici les héritiers descendants des Ventadour[33],[34],[35]).
- Ruines du Moulin de la Bessette.
- Site des Roches.

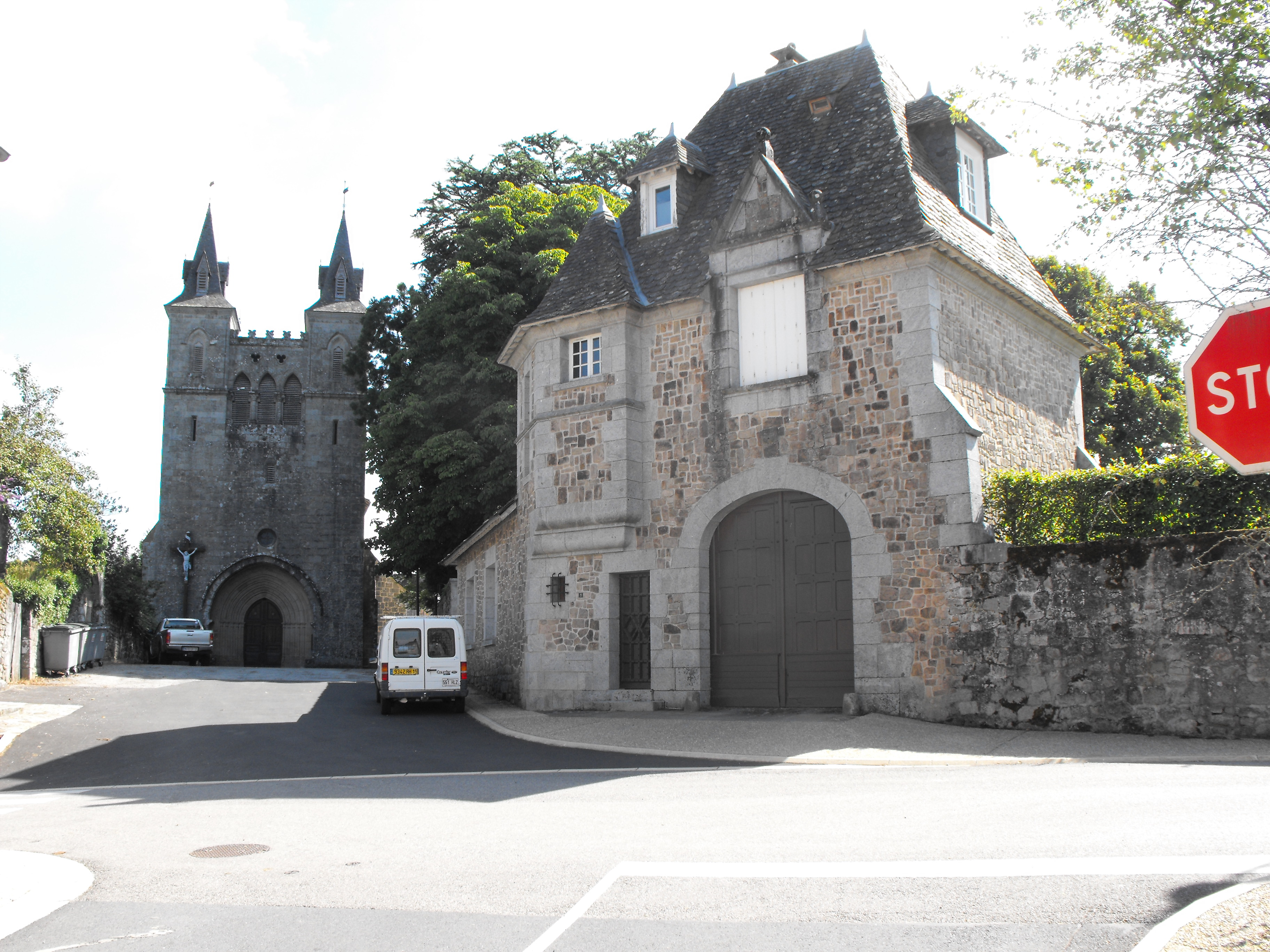
L'église dédiée à saint Maurice et saint Exupère.
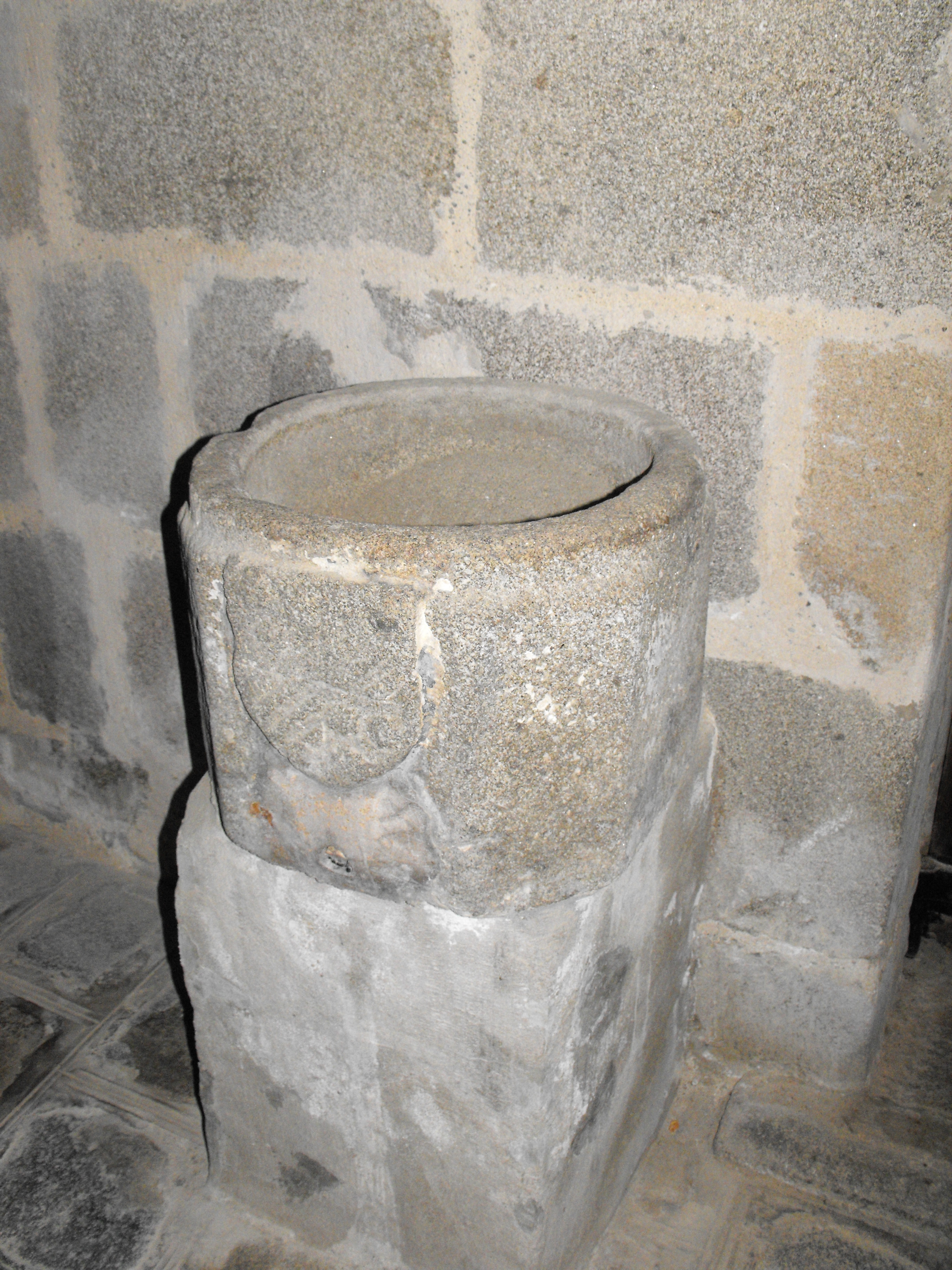
Mesure à grains devenue un bénitier.
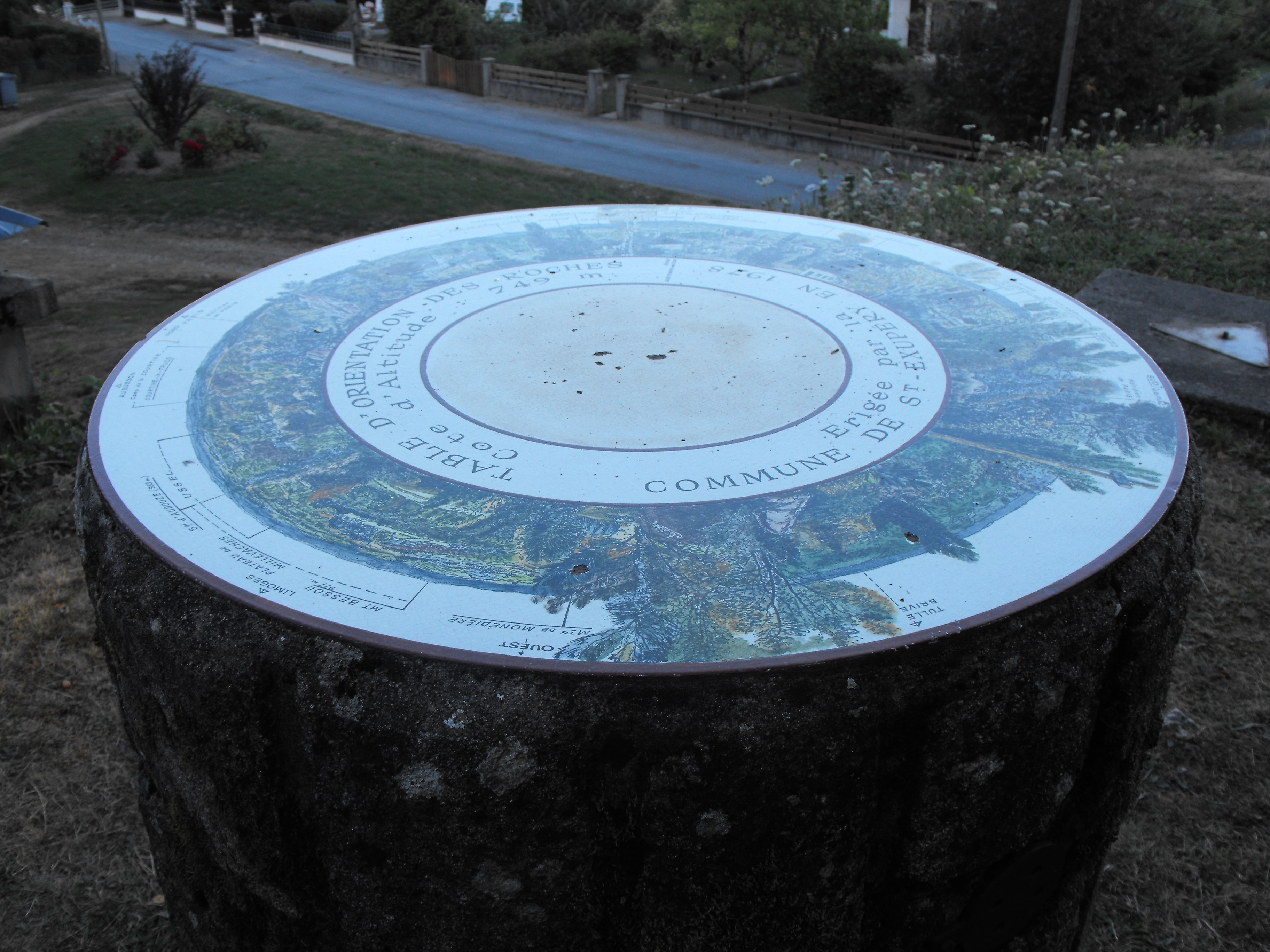
La table d'orientation du site des roches.
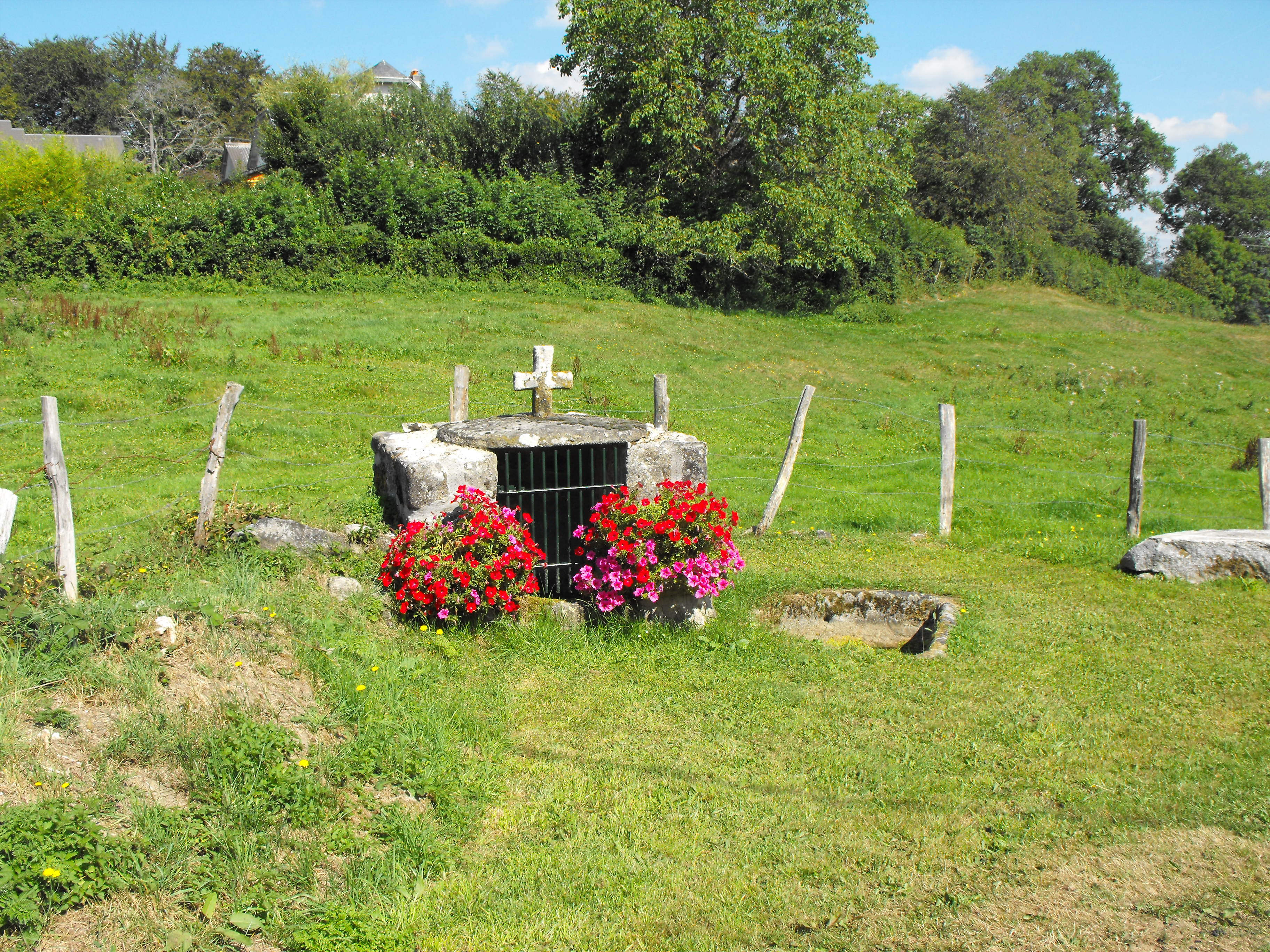
La fontaine Saint-Maurice.
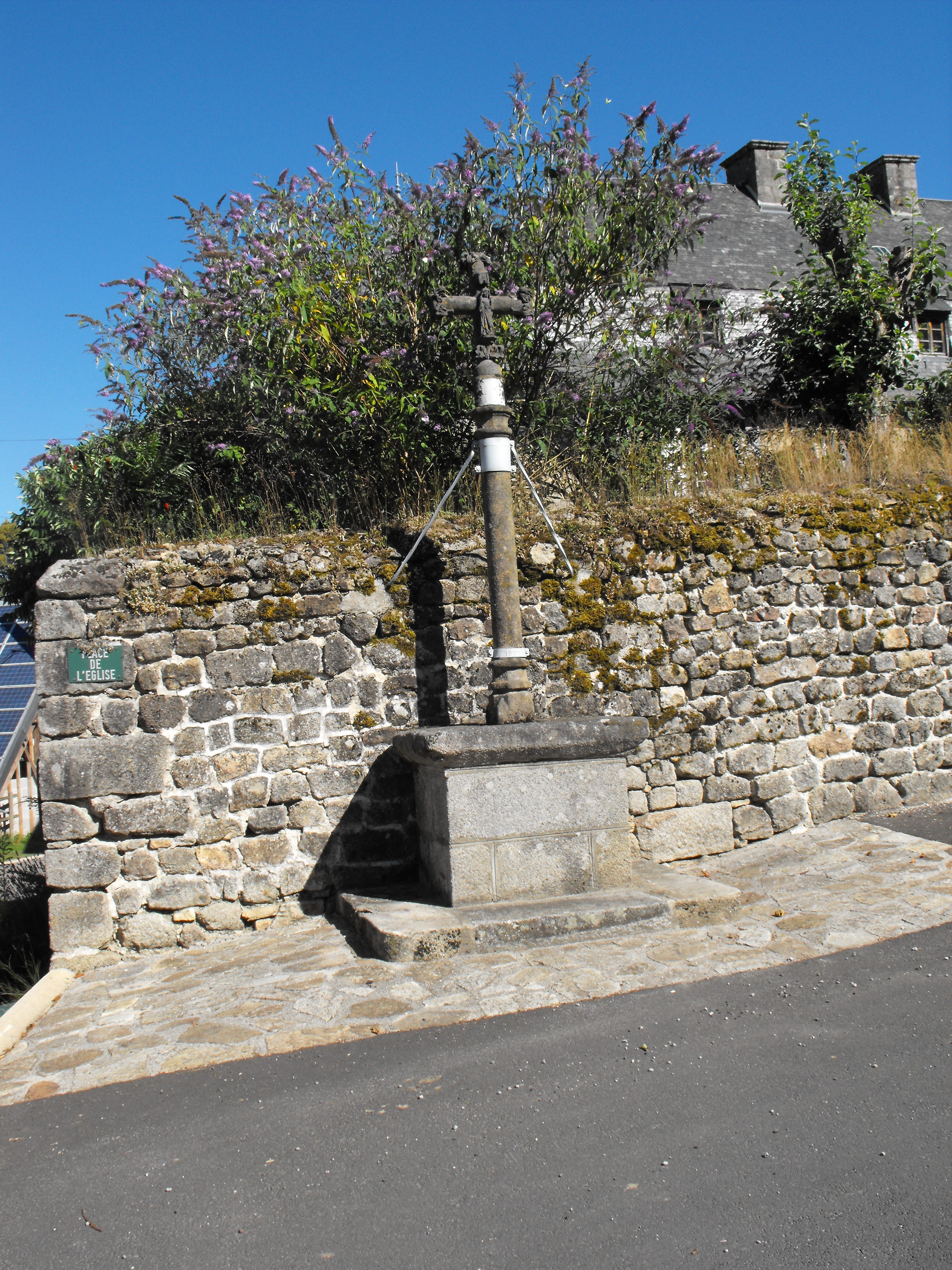
La croix du carrefour de 1657.

### Personnalités liées à la commune
- Le capitaine brigand Perrot le Béarnais s'installa sur le site jusqu'en 1388, avant de prendre la forteresse du château de Chalucet (1381-1394)[36].
- Noël Baudry, rugbyman.
- Jean Mezerat, fils de Jean Mezerat et de Françoise Crouset, est né le 19 octobre 1771 à Saint Exupéry en Corrèze.
Sous le régime de la convention montagnarde et du Comité de salut public, il s’engage le 25 juin 1793 dans le 7e bataillon de volontaires de la Drôme, affecté à la 203e demi-brigade de ligne, puis dans la 100e brigade, devenue 100e régiment d'infanterie de ligne et qui fait partie de l’Armée du Rhin puis de l’armée Rhin et Moselle.
Nommé caporal le 10 septembre 1793, il est blessé d’un coup de feu au genou droit le 25 décembre 1795 (5 Nivôse de l’An II) vraisemblablement dans la seconde bataille de Wissembourg remportée par le général Hoche qui sauve l’Alsace en dégageant Landau et Strasbourg.
Il est nommé fourrier le 18 août 1795 (1er Fructidor de l’An III) au moment où est votée la Constitution de l’An III et la création du conseil des Anciens et le Conseil des 500.
Il prend le grade de sergent le 30 janvier 1800, puis de sergent-major le 16 avril 1800. Il participe à la campagne d'Helvétie en 1800-1801. Le 30 avril 1804, il passe sous-officier avec le grade d’adjudant pendant la campagne de Hanovre.
Après la prise d'Ulm par les Français le 20 octobre 1805, le maréchal Mortier prend le commandement d’un nouveau corps d’armée auquel appartenait le 100e régiment de Ligne de l’adjudant Mezerat. Le 10 novembre 1805, sur la rive gauche du Danube, à Diernstein, le maréchal Mortier se heurte à l’armée russe du maréchal Koutouzov et se trouve en difficulté (4000 Français contre 30 000 Russes). Le 11 novembre, Mortier, encerclé, lance le 100e régiment de ligne dans une charge désespérée à la baïonnette qui surprend et terrorise les Russes qui reculent et permettent aux Français de se dégager. Jean Mezerat est blessé par un coup de feu au côté droit. Il est élevé au grade de sous-lieutenant 10 jours après la bataille. Jean Mezerat appartient à la Grande Armée de Napoléon 1er lors de la campagne qu’il mène contre l’armée prussienne.
Il devient membre de la Légion d'honneur le 24 avril 1806.
Le 14 octobre 1806, Napoléon rencontre l’armée prussienne sur le plateau d’Iéna. Après un pilonnage d’artillerie qui oblige les Prussiens à se replier, Napoléon lance deux attaques sur les ailes, profitant de l’écran des vignes, la surprise est totale et la cavalerie de Murat lui donne la victoire. Jean Mezerat est blessé d'un coup de « biscaïen » au bras gauche (le biscaïen est une balle sphérique lancée par les boîtes à mitraille).
Le 6 mai 1807 il accède au grade de lieutenant.
En 1808, il participe à la campagne d’Espagne pour rétablir Joseph sur le trône d’Espagne. Il restera en Espagne pendant 6 ans, et participe à la bataille d'Albuera à la frontière du Portugal, en mai 1811, où Wellington avec l’armée anglaise arrête l’avance des troupes françaises du général Soult. Jean Mezerat y est blessé le 6 mai 1811, de deux coups de feu à la jambe gauche.
Il est nommé capitaine le 31 juillet 1811. À ce titre, il a sous ses ordres : 1 lieutenant, 2 sous-lieutenants, 1 maréchal des logis chef, 4 maréchaux des logis, huit caporaux, 80 hommes de troupe, 2 tambours.
On le retrouve en Espagne jusqu’en 1813. Il est blessé assez gravement le 25 juillet 1813 lors du combat du col de Maya en Navarre à la frontière espagnole. Il rentre en France, mais Napoléon abdique le 4 avril 1814.
Jean Mezerat quitte l’armée pour blessures le 4 janvier 1815, avant le retour de Napoléon de l’île d'Elbe ; de ce fait, il ne participe pas aux « Cent-Jours » jusqu’à Waterloo.
Le 24 août 1821, le roi Louis XVIII, « voulant donner une preuve de sa satisfaction royale au sieur Mezerat Jean, capitaine d’infanterie de ligne en retraite, pour les services qu’il nous a rendus et à l’État », le nomme chevalier de l’Ordre royal de la Légion d'honneur à compter du 24 avril 1810.
- La famille de Saint-Exupéry est originaire du Limousin, probablement du petit village Saint-Exupéry, près d'Ussel[37] qui tire son nom d'Exupère, évêque de Toulouse.
- Clément Monjanel (2001) kayakiste, vice champion d'Europe 2022, vice champion du monde 2019 a grandi à Saint Exupéry les roches

### Héraldique
| Blason de Saint-Exupéry-les-Roches | Blason  | D'or au château de gueules donjonné de trois tours de même, à deux haches d'azur posées entre les tours. |
| Blason de Saint-Exupéry-les-Roches | Détails | Le statut officiel du blason reste à déterminer.                                                         |

## Vie pratique

### Activités sportives

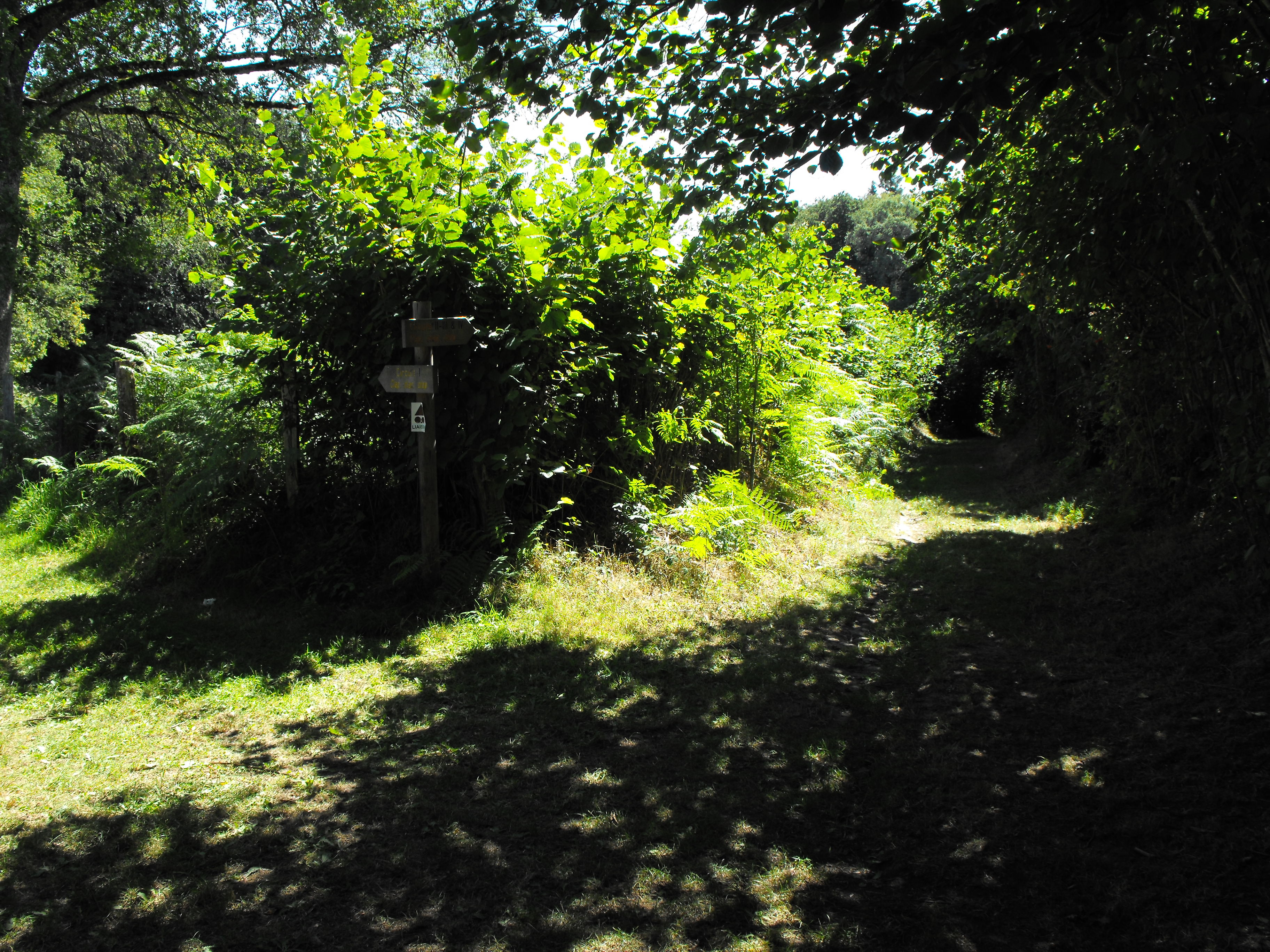
Peu après le départ du sentier.

Pour les marcheurs ou en VTT, Saint-Exupéry-les-Roches propose un sentier divisé en quatre tronçons sans difficultés majeures. Ces parcours permettant de découvrir le bocage environnant, et quelques sommets du Massif central.